# ČZ 98 (1937–1946)
ČZ 98 byl lehký československý motocykl vyráběný Českou zbrojovkou ve Strakonicích. Předchůdcem byl ČZ 98 jednorychlostní, nástupcem se stal v roce 1946 typ ČZ 125 A, který byl svoji konstrukcí motocyklu ČZ 98 velmi podobný. Do roku 1939 se motocykl startoval pomocí pedálů, v roce 1940 na základě typu pro Nizozemsko byl vybaven startovací pákou na pravé straně, motocykly vyrobené po válce mají startování pákou na levé straně. Třírychlostní převodovka je v jednom bloku s jednovýfukovým motorem, řazení rychlostních stupňů je pomocí v té době obvyklé ruční řadicí páky umístěné na nádrži. Poslední série ČZ 98 byla smontována po druhé světové válce v roce 1946, jednalo se však vesměs o montáž z uskladněných dílů. S další výrobou se už nepočítalo, neboť v té době už byly ve Strakonicích připravovány nové stopětadvacítky. Třírychlostních ČZ 125 bylo vyrobeno přes 12 tisíc kusů.

## Typy

### Třírychlostní
Typ byl vyráběn v letech 1937–1946. Byl vybaven třístupňovou převodovkou a od svého předchůdce se lišil celou stavbou motocyklu i jiným motorem. Byl vybaven šlapkami.

### Holandské motokolo
Ve stejné době se vyráběl i typ nazývaný „holandské motokolo“, určený převážně pro vývoz. V některých zemích bylo vyžadováno, aby motocykl měl pevné stupačky, takže u tohoto typu nebyly šlapky. To byl jediný rozdíl mezi těmito typy.

## Technické parametry
- Pohotovostní hmotnost: 54 kg
- Maximální rychlost: 65 km/h
- Spotřeba paliva: 1,9 l/100 km
- Užitečná hmotnost:

## Galerie

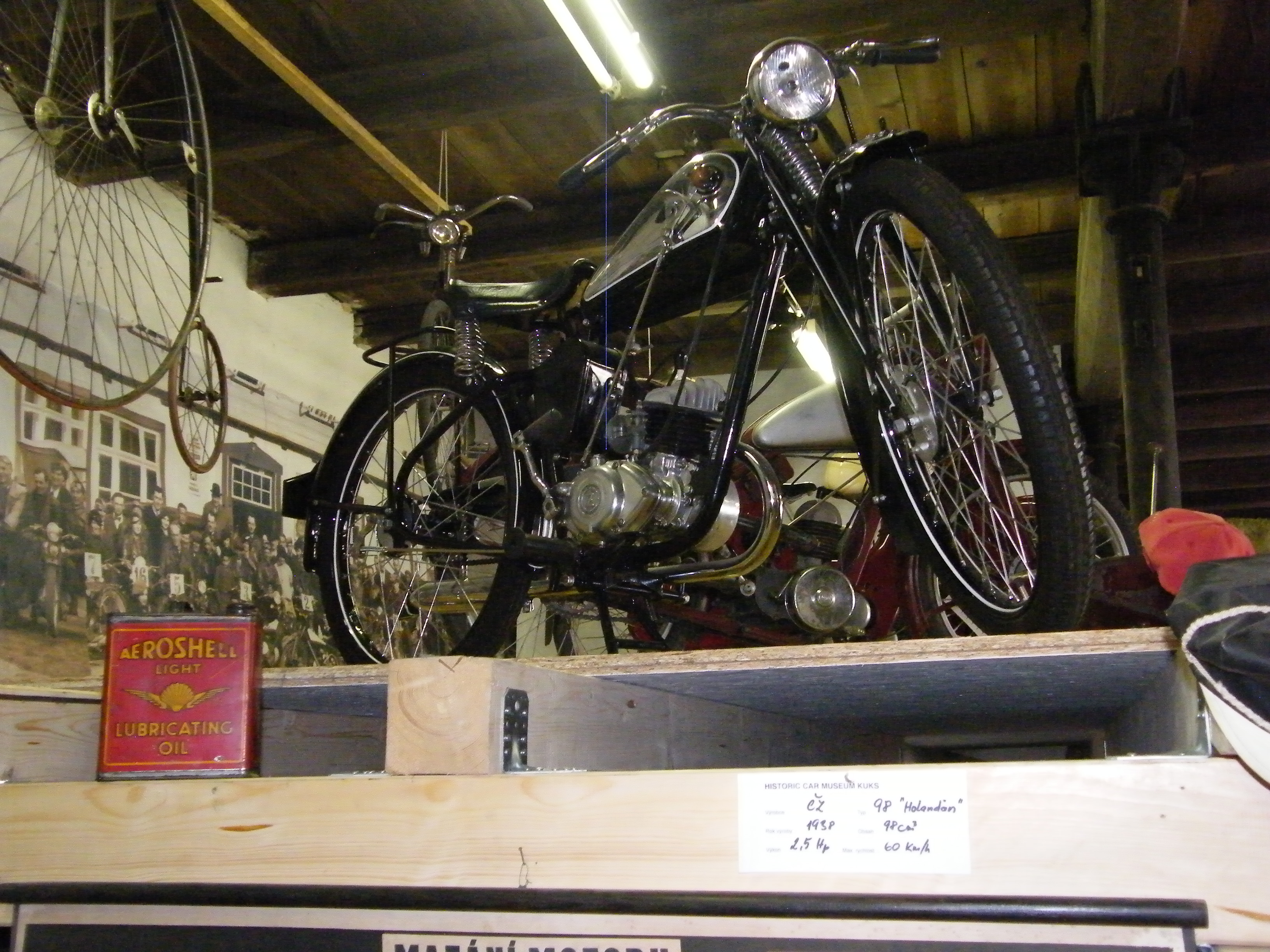
Holandské motokolo